# Abraxas intervacuata
Abraxas intervacuata là một loài bướm đêm thuộc họ Geometridae. Nó được Warren miêu tả năm 1896. Loài này có ở Borneo, Java và Sulawesi.
It is commonest in upper montane forest, but also occurs in the lower montane zone. Con trưởng thành bay during both day và night.